# Зелёный пояс Брюсселя

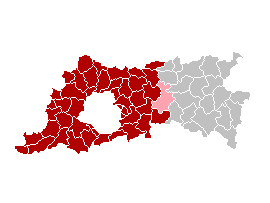
Зелёный пояс Брюсселя

Зелёный пояс Брюсселя (нидерл. Groene Gordel; фр. La Ceinture verte) — общее название природных зон вокруг Брюссельского столичного округа в провинции Фламандский Брабант, Бельгия. В последнее время подвергается всё большей субурбанизации в результате роста Брюссельской периферии. Самое популярный вид рекреационного отдыха зоны — велосипедная езда.

## Районирование
Зелёный пояс столицы не вполне совпадает с местными административными границами округов и коммун. Включает в свой состав почти все коммуны округа Халле-Вилворде и западные коммуны Лёвенского округа, местами заходя также и в сам Брюссель (на западе — Нерпеде и на юго-востоке — Суаньский лес). Традиционно зелёный пояс столицы разделяют на три природных микрорегиона: холмистый Пайоттенланд на западе, Кутерс на севере, Дейлеланд на востоке и Суаньский лес на юге. Крупнейшие города зелёного пояса: Халле (Пайоттенланд), Вилворде (Брабантсе-Каутерс) и Лёвен (Дейлеланд). Кроме этого, на востоке провинции Фламандский Брабант выделяется природный регион Хагеланд, но из-за своей относительной удалённости влияние рекреационной индустрии Брюсселя в нём пока относительно слабо ощутимо.